# Notocord

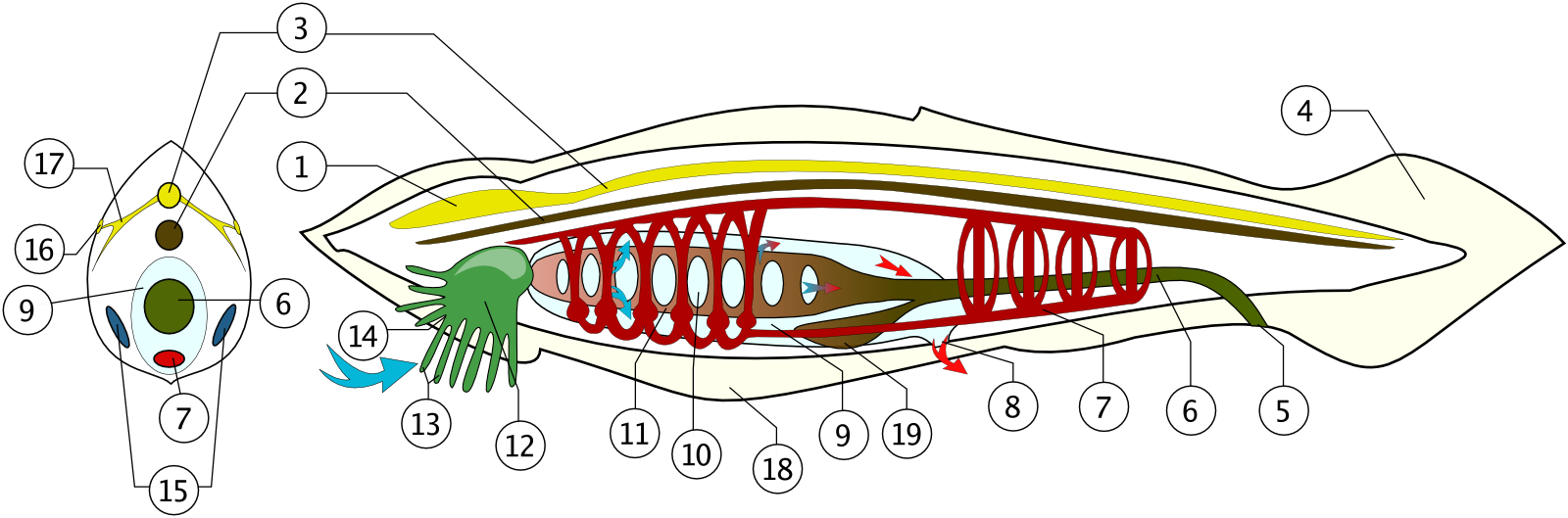
Anatomia branhiostomului:
1 - veziculă ventrală (ventricul) a tubului nervos; 2 - notocord (coardă); 3 - tub neural (neurocel); 4 - înotătoare codală; 5 - anus; 6 - intestin posterior; 7 - sistem circulator; 8 - atriopor; 9 - endostil; 10 - fantă branhială; 11 - faringe; 12 - cavitate bucală; 13 - ciri; 14 - velum; 15 - gonadă (ovar, testicul); 16 - ocelii lui Hesse; 17 - nervi; 18 - metapleure; 19 - cecum hepatic

Notocordul (din greaca notos, νῶτον = spinare, spate; chorde, χορδή = șnur, coardă) sau coarda dorsală este un cordon axial prelungit, care constituie scheletul axial primitiv al embrionului la cordate (urocordate, cefalocordate și vertebrate). Are forma unei baghete subțiri și elastice, derivată din mezoderm. Este situată în tot lungul embrionului sub tubul nervos (neural) și deasupra tubului digestiv. Partea principală a notocordului este formată din celule turgescente, vacuolizate, având caracterul unei mase sincițiale, care îi conferă tărie și elasticitate, iar în jurul acesteia se găsește o teacă anhistă, adică lipsită de structură celulară. De ambele părți ale tubului neural și ale notocordului se află câte o serie de grupări de celule, numite somite. Notocordul apare în dezvoltarea embrionară a tuturor vertebratelor, dar nu se păstrează la adult decât la ciclostomi, sturioni, holocefali, dipnoi, unii amfibieni și la reptilele inferioare; în formă rudimentară se păstrează la toți peștii. La celelalte vertebrate notocordul la adulți este înlocuit în mare parte de către coloana vertebrală.  La mamiferele adulte cu coloană vertebrală completă, notocordul este redus la nucleii pulpoși ai discurilor intervertebrale.